# Евіта (мюзикл)
«Евіта» (англ. Evita) — мюзикл на музику Ендрю Ллойда Веббера та слова (і лібрето) Тіма Райса. Він зосереджений на житті аргентинської політичної лідерки Еви Перон, другої дружини президента Аргентини Хуана Перона. Історія розповідає про молодість Евіти, її прихід до влади, благодійну діяльність і смерть.
Мюзикл розпочався як рок-оперний концептуальний альбом «Евіта», випущений у 1976 році. Успіх музичного альбому призвів до театральної постановки в лондонському Вест-Енді в 1978 році, яка виграла премію Лоуренса Олів'є за найкращий мюзикл, і на Бродвеї в 1979 році, де постановка стала першим британським мюзиклом, який здобув премію «Тоні».
За цим пройшла серія професійних турів і всесвітніх постановок, численні альбоми акторів-учасників мюзиклу, а також екранізація 1996 року. У 2006 році мюзикл був відновлений у Лондоні та у 2012 — на Бродвеї, у 2013—2014 роках знову гастролював у Великій Британії, а у вересні-жовтні 2014 року відбулося 55 нових вистав у Вест-Енді в театрі «Домініон».

## Стислий зміст

### Акт I
26 липня 1952 року аргентинська нація оплакує смерть першої леді країни Еви Перон, під час поховання Че, представник публіки, обіцяє розказати про її справжнє життя.
У 1934 році юна Ева Дуарте, прагнучи кращого життя, вирушає до столичного Буенос-Айреса з танцюристом танго Агустіном Магальді, де швидко стає відомою актрисою, моделлю та радіозіркою. Вона знайомиться з амбітним полковником Хуаном Домінго Пероном, і разом вони розробляють стратегію приведення чоловіка до влади, попри протидію вищих класів і армії. У 1946 році Перон стає президентом за підтримки Еви, яка дає надію народові Аргентини на краще майбутнє.

### Акт II
Після обрання на посаду президента в 1946 році Хуан Перон приймає вітання на балконі разом зі своєю дружиною Евою, яка звертається до своїх прихильників з емоційною промовою («Не плач за мною, Аргентино!»). Ева зберігає гламурний образ, щоб підтримувати популярність і сприяти перонізму, та вирушаючи в турне Європою, яке має неоднозначні результати. Заснувавши благодійний Фонд Еви Перон, перша леді стикається з критикою, але все ж вирішує балотуватися на посаду віцепрезидента, попри погіршення здоров'я. Перед смертю від раку Евіта відмовляється від політичних амбіцій і висловлює вічну любов до народу, залишаючи після себе спадщину, сповнену досягнень та суперечностей.

## Ролі персонажів
- Ева Перон (меццо-сопрано): провідна, вік 15—33 роки
- Че (тенор): провідна, вік 21—35 років
- Хуан Перон (баритон): провідна, вік 40—65 років
- Агустін Магальді[en] (тенор): допоміжна, вік 23—35 років
- Коханка Перона (меццо-сопрано): допоміжна, вік 16 років
- Хор: чоловіки, жінки та діти Аргентини